# Герцог Галистео

Герб муниципалитета Галистео в провинции Касерес

Герб Габриэля Фернандеса Манрике де Лара

Герцог Галистео (duque de Galisteo) — испанский дворянский титул, созданный дважды в истории Испании.

## История
Впервые герцогский титул был создан 3 января 1451 года королем Кастилии Хуаном II для Габриэля Фернандеса Манрике де Лары, 1-го графа Осорно (1412—1482). Габриэль Манрике был сыном Гарсии IV Фернандеса Манрике де Лара, 1-го графа Кастанеда (ум. 1436), и Альдонсы Кастильской (1382—1449), правнучки короля Кастилии Альфонсо XI Справедливого.
Вторично герцогский титул был создан 6 сентября 1871 года королем Испании Амадео I для Марии Ассунты Розалии Фитц-Джеймс Стюарт и Портокарреро, Вентимилья и Киркпатрик, 20-й маркизы Баньеса (1851—1927), супруги Хосе Месия-дель-Барко и Гайосо и Кобос, 4-го герцога Тамамес (1853—1917),
Название герцогского титула происходит от названия местности Галистео в провинции Касерес.

## Герцоги де Галистео
|                                                   | Титул                                                                                     | Период                                            |
| Первая креация создана королем Кастилии Хуаном II | Первая креация создана королем Кастилии Хуаном II                                         | Первая креация создана королем Кастилии Хуаном II |
| ------------------------------------------------- | ----------------------------------------------------------------------------------------- | ------------------------------------------------- |
| I                                                 | Габриэль Фернандес Манрике де Лара                                                        | 1451 — 1482                                       |
| II                                                | Гарсия Манрике Фернандес Сапата де Мендоса                                                | 1631 — 1642                                       |
| III                                               | Ана Аполония Манрике де Лара и Луна                                                       | 1642 − 1675                                       |
| IV                                                | Антонио Альварес де Толедо и Энрикес де Рибера Мендоса и Альварес де Толедо               | 1675 — 1690                                       |
| V                                                 | Антонио Мартин де Толедо и Гусман, Фернандес де Веласко и Давила                          | 1690 — 1711                                       |
| VI                                                | Франсиско Альварес де толедо и Сильва, Энрикес де рибера и Мендоса                        | 1711 − 1739                                       |
| VII                                               | Мария Тереза Альварес де Толедо и Харо                                                    | 1739 — 1755                                       |
| VIII                                              | Фернандо де Сильва и Альварес де Толедо                                                   | 1755 — 1778                                       |
| IX                                                | Мария дель Пилар Тереза Гаэтана де Сильва и альварес де Толедо и Сильва-Базан             | 1778 — 1802                                       |
| X                                                 | Карлос Мигель Фитц-Джеймс Стюарт и Сильва, Фернандес де Ихар, Штольберг-Гедерн и Палафокс | 1802 — 1835                                       |
| Вторая креация создана королем Испании Амадеем I  |                                                                                           |                                                   |
| I                                                 | Мария де ла Асунсьон Розалия Фитц-Джеймс Стюарт и Портокарреро, Вентимилья и Киркпатрик   | 1871 — 1927                                       |
| II                                                | Хосе Мария Месия дель Барко и Фитц-Джеймс Стюарт Гайосо де лос Кобос и Портокарреро       | 1927 — 1951                                       |
| III                                               | Фернандо Мария Месия дель Барко и Фитц-Джеймс Стюарт, Гайосо де лос Кобос и Портокарреро  | 1933 — 1948                                       |
| IV                                                | Хуан Мария Месия дель Барко и Лессепс, Фитц-Джеймс Стюарт и Антард де Брагард             | 1951 — 1970                                       |
| V                                                 | Хосе Луис Месия дель Барко и Фигероа, Лессепс и Перес де Гусман эль Буэно                 | 1970 — 2017                                       |
| VI                                                | Хуан Хосе Месия и Медина                                                                  | 2017 — настоящее время                            |

## История герцогов Галистео

### Первая креация
- Габриэль Фернандес Манрике (1412—1482), 1-й герцог де Галистео, 1-й граф Осорно. Первым браком был женат на Менсии Давалос, дочь Руя Лопеса Давлаоса, 1-го графа Рибадео, и его вторая жена Эльвира Гевара. Вторично женился на Альдонсе Лопес де Виверо и Гусман, дочь Алонсо Переса де Виверо, и Инес де Гусман, 1-й герцогини Вильяльба
- Гарсия Манрике Фернандес Сапата де Мендоса (ум. 1635), 2-й герцог Галистео, 7-й граф Осорно. Прямой потомок 1-го герцога Галистео. Женат на Анне Марии де ла Серда, дочери Бернардо Манрике де Лара, 5-го маркиза Агилар-де-Кампоо, и Аны де ла Серда и Арагон из дома герцогов Мединасели. Ему наследовал его дочь:
- Анна Аполония Манрике де Лара и Луна (ум. 1675), 3-й герцог де Галистео, 8-я графиня Осорно, 5-я графиня Мората-де-Халон. Была замужем на Бальтазаре де Рибера Баррозо, графом Навальмора, 3-м маркизом де Мальпика. Без преемников.
- Антонио Альварес де Толедо и Бомонт Энрикес (1623—1690), 4-й герцог Галистео, 7-й герцог Альба, 4-й герцог Уэскар, 9-й граф Осорно. Ему наследовал его внук:
- Антонио Мартин де Толедо и Гусман (1669—1711), 5-й герцог де Галистео, 9-й герцог Альба, 10-й граф Осорно. Без потомков. Ему наследовал его дядя:
- Франциско де Толедо и Сильва (1662—1739), 6-й герцог Галистео, 10-й герцог Альба, 7-й герцог Уэскар, 11-й граф Осорно. Его сменила его дочь:
- Мария Тереза Альварес де Толедо Бомон и Портокарреро (1691—1755), 7-я герцогиня де Галистео, 11-й герцогиня Альба, 8-я герцогиня Уэскар, 12-я графиня Осорно. Ей наследовал её старший сын:
- Фернандо да Сильва Мендоса и Толедо (1714—1778), 8-й герцог де Галистео, 12-й герцог Альба, 5-й герцог Монторо. Ему наследовал его внучка:
- Мария дель Пилар Каэтана де Сильва и Альварес де Толедо, 9-я герцогиня де Галистео, 13-я герцогиня Альба, 6-я герцогиня де Монторо. Без потомков.
- Карлос Мигель Фитц-Джеймс Стюарт и Сильва (1794—1835), 10-й герцог де Галистео, 14-й герцог Альба, 7-й герцог Бервик, 7-й герцог де Монторо.

### Вторая креация
- Мария де ла Асунсьон Фитц-Джеймс Стюарт и Портокарреро (1851—1927), 1-я герцогиня де Галистео с 6 сентября 1871 года. Старшая дочь Хакобо Фитц-Джеймса Стюарта, 15-го герцога Альба (1821—1881), и Марии Франциски Палафокс Портокарреро и Киркпатрик (1825—1860), 12-й герцогини Пеньяранда. Внучка Карла Мигеля Фитц-Джеймса Стюарта, 14-го герцога Альба и 10-го герцога Галистео. Вышла замуж за Хосе Месия дель Барко и Гайосо и Кобос, 4-го герцога Тамамеса, 10-го маркиза Кампольяно. Ей наследовал её сын:
- Хосе Мария Месия дель Барко и Фитц-Джеймс Стюарт (род. 1879), 2-й герцог де Галистео, 5-й герцог де Тамамес, 21-й маркиз де Ла-Баньеса, 11-й маркиз Кампольяно, 21-й виконт де Паласьос-де-ла-Вальдуэрна. Был женат на Марии Фернандес Verguiz, но детей не имел. Ему наследовал его младший брат:
- Фернандо Месия дель Барко и Фитц-Джеймс Стюарт (род. 1881), 3-й герцог де Галистео, 6-й герцог де Тамамес, 22-й маркиз де Ла-Баньеса, 12-й маркиз Кампольяно, 12-й граф де Мора, 22-й виконт XXII виконт де Паласьос-де-ла-Вальдуэрна. Женат на Марии Соланж де Лессепс. Ему наследовал его сын:
- Хуан Мария Месия дель Барко и Лессепс (1917—1970), 4-й герцог де Галистео, 7-й герцог де Тамамес, 13-й маркиз де Ла-Баньеса, 13-й маркиз Кампольяно, 13-й граф де Мора, 23-й виконт де Паласьос-де-ла-Вальдуэрна. Первым браком был женат на Изабель де Фигероа и Перес Гусман Эль-Буэно, вторично женился на Марте Карриль и Альдао (Тита Тамамес). Ему наследовал его сын от первого брака:
- Хосе Луис Месия дель Барко и Фигероа (1941—2018), 5-й герцог де Галистео, 8-й герцог де Тамамес, 14-й граф де Мора. Был женат на Марии Лос-Анхелес Медина и Сориано. В 2017 году ему наследовал его сын:
- Хуан Хосе Месия и Медина (род. 1967), 6-й герцог де Галистео, 14-й маркиз Кампольяно.